# Туєс

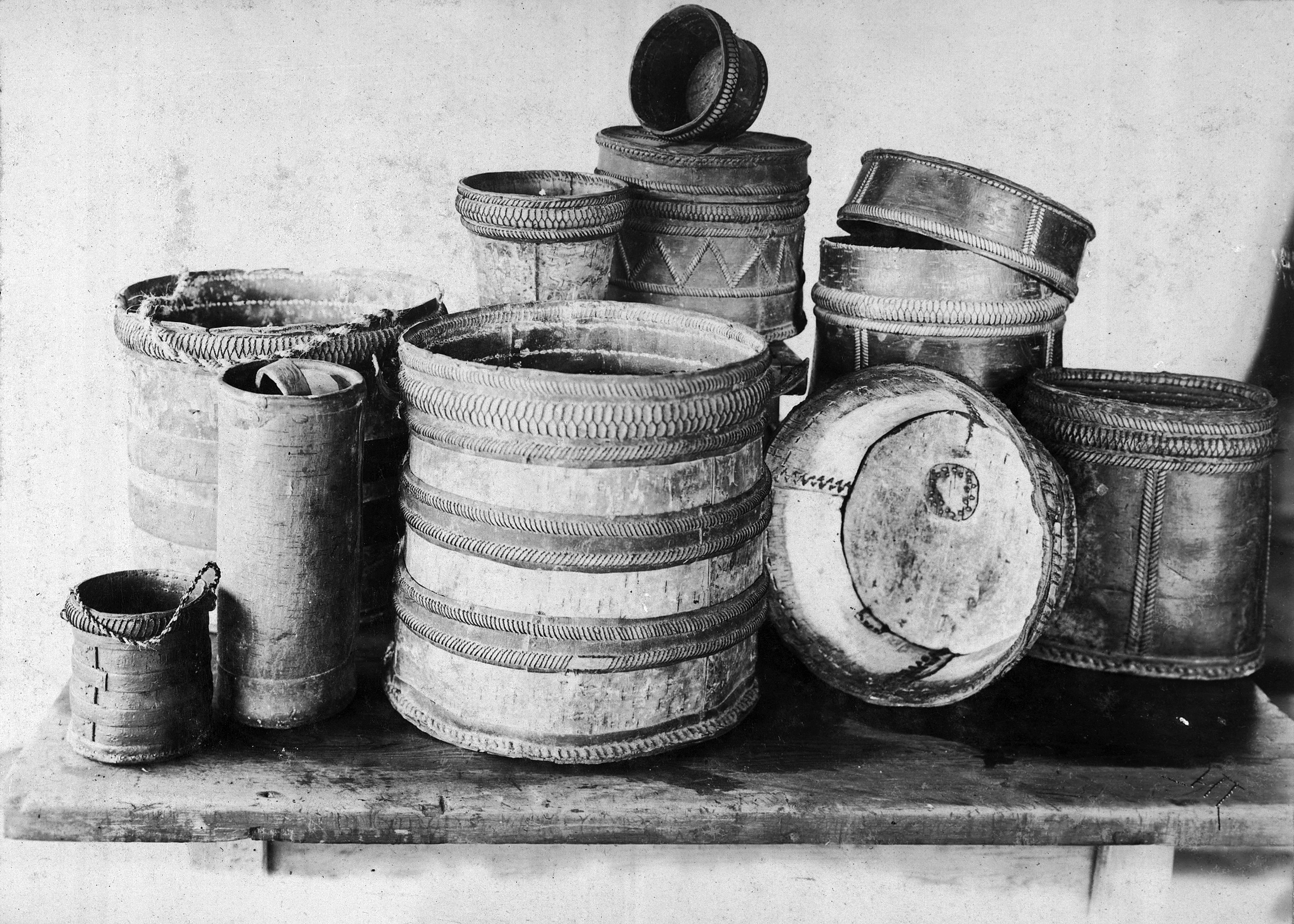
Якутські туєси, 1890 р.

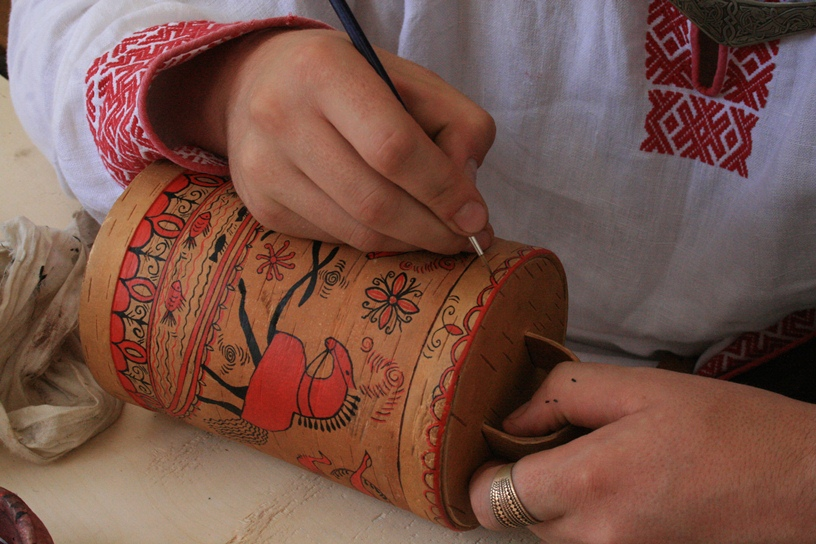
Оздоблювання туєса мезенським розписом

Ту́єс, туєсо́к (рос. туес, туесок) — невеликий берестяний короб із кришкою. Класичний туєс має циліндричну форму. Інша назва — бурак.
Слово туєс є запозиченням у північноросійські діалекти із давньопермської мови (комі той — «берест»). У сучасній мові комі слово той вийшло із вжитку, збереглося лише слово туїс («туєсок», «бурак»), яке, можливо, є зворотним запозиченням із північноросійських діалектів.